# Rivière Qurlutuq
Der Rivière Qurlutuq ist ein ca. 240 km langer Zufluss der Ungava Bay im Norden der kanadischen Provinz Québec in der Region Nunavik.

## Flusslauf
Der Rivière Qurlutuq hat seinen Ursprung im See Lac Cholmondely auf Höhe des 57. Breitengrades. Er fließt von dort in nördlicher Richtung. Nach 80 km und nach 140 km bildet er die Seen Lac Qamanialuup und Lac Tasirpak. Er mündet schließlich in den Südost-Teil der Ungava Bay nahe Kap Kernertut.

## Namensgebung
Der Flussname leitet sich aus der Sprache der Inuit ab und bedeutet „Wasserfall“. Eine andere Namensvariante ist Rivière Turnulik.